# Siodłonie
Siodłonie (deutsch Zedlin, slowinzisch Sʉ̀ɵ̯dlänɵ) ist ein Dorf in der Gemeinde Główczyce (Glowitz)  im Powiat Słupski (Stolper Kreis) der polnischen Woiwodschaft Pommern.

## Geographische Lage
Das Dorf liegt in Hinterpommern, etwa 25 Kilometer nordöstlich der  Stadt Stolp  und fünf Kilometer  südwestlich des Kirchdorfs Główczyce (Glowitz).

## Geschichte

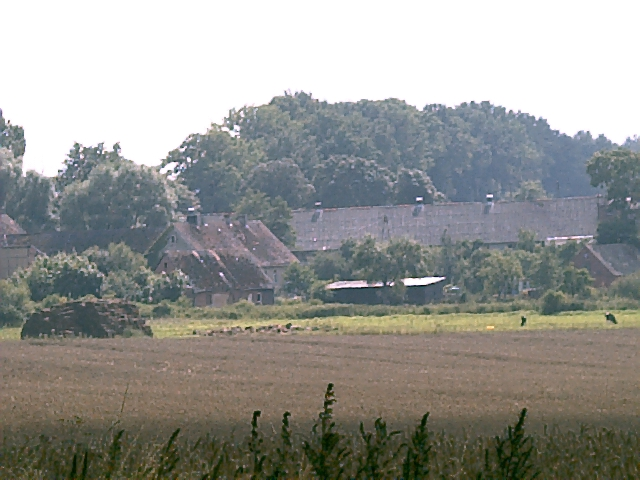
Gebäude am Dorfrand (2008)

In der Nachbarschaft des Dorfs befinden sich Reste einer großen Burgwallanlage aus vor- oder frühgeschichtlicher Zeit. Diese von den Dorfbewohnern  Schwedenschanzen genannte Wallanlage, die aus zwei Schanzen bestand, zwischen denen eine tiefe Schlucht war, lag  etwa einen Kilometer östlich des Dorfkerns.  Eine der beiden Schanzen, die 88 Meter lang und 32 Meter breit war,  hatte einen viereckigen Innenraum mit abgerundeten Ecken. Die zweite Schanze hatte eine weniger markante Form. Bei Zedlin wurde  auch ein Hügelgräberfeld aus der Bronzezeit gefunden.
Das Gut Zedlin (früher auch Czedelin, Zidlin) war ehemals ein altes Lehen der Familie Stojentin, die es im  Jahr 1469 besaß.
Um 1700 kam das Rittergut pfandweise in den Besitz des   Dekans  Caspar Otto von Podewils. Nach einer am 22. September 1731 vollzogenen Erbteilung kam es anschließend  in den Besitz von dessen Tochter, die das Gut als Brautschatz in ihre Ehe mit dem Hauptmann Ludewig Friedrich Marschall von Bieberstein mitbrachte. Das Gut erbte dann der einzige Sohn des Ehepaars, Christian Adam Marschall von Bieberstein. Von 1773 an befand sich Zedlin im Besitz eines Angehörigen der Familie Kleist.  Um 1784 gab es in Zedlin ein Vorwerk, elf Bauern, zwei Kossäten, einen Schulmeister und insgesamt 16 Haushaltungen.  Im Jahr 1803 erwarben die Gebrüder Ernst August Christian Heinrich und Ernst Wilhelm Friedrich Albrecht von Krockow die Rumbsker Güter einschließlich Zedlin und veräußerten dafür das Ossekener Güterkonglomerat im Kreis Lauenburg. Als der ältere Bruder 1816 verstarb, ging Rowen auf dessen Sohn über, während die anderen Güter der jüngere Bruder erhielt. Als dieser ebenfalls verstarb, erwarb Otto von Krockow auch Rumbske und Zedlin. Seither blieben die Güter in einer Hand. Die weiteren Besitzer waren Wilhelm von Krockow, der in den Grafenstand erhobene Otto Christoph von der Wickerau († 1928) und dessen Söhne  Hans Kaspar und Christian von der Wickerau, Grafen von Krockow.
Im Jahr 1925 standen in Zedlin 38 Wohngebäude.
Am 1. April 1927 hatte das Gut Zedlin eine Flächengröße von 534 Hektar, und am 16. Juni 1925 hatte der Gutsbezirk 161 Einwohner. Am 30. September 1928 wurde der Gutsbezirk Zedlin in die Landgemeinde Zedlin eingegliedert.
Die Gemeindefläche war 755 Hektar groß. In der Gemeinde Zedlin bestanden zwei Wohnstätten:
1. Zedlin
2. Zedliner Mühle.

Das Rittergut hatte eine Betriebsfläche von 525 Hektar, wovon 313 Hektar Ackerland waren. Außer dem Gut gab es in der Gemeinde 15 landwirtschaftliche Betriebe. Im Dorf befand sich eine Gemischtwarenhandlung. Im Jahr 1939 lebten in Zedlin  221  Einwohner, die auf 46 Haushaltungen verteilt waren.
Vor 1945 bildete Zedlin eine Landgemeinde im Landkreis Stolp im Regierungsbezirk Köslin der preußischen Provinz Pommern des Deutschen Reichs. Zedlin gehörte zum Amtsbezirk Rumbske.
Gegen Ende des Zweiten Weltkrieges wurde Zedlin am 9. März 1945 von der Roten Armee besetzt. Im Dorf  befanden sich  schon seit einiger Zeit  Bomben-Evakuierte aus Wanne-Eickel.  Zur Zeit des sowjetischen Einmarsches befanden sich außerdem etwa tausend Flüchtlinge im Dorf, die in  Trecks aus Ostpreußen sowie aus dem Landkreis Rummelsburg eingetroffen  waren.  Es gab zahlreiche Übergriffe seitens der sowjetischen Soldaten gegenüber Zivilisten. Zusammen mit ganz Hinterpommern wurde das Dorf von der Sowjetunion der Volksrepublik Polen zur Verwaltung überlassen. Nach den sowjetischen Truppen kamen Polen und drängten die einheimischen Dorfbewohner aus ihren Häusern und Gehöften. Für Zedlin wurde die polonisierte Ortsbezeichnung ‚Siodłonie‘ eingeführt. Das Gut behielten die sowjetischen Truppen bis mindestens 1948 in Besitz. Das übrige Dorf wurde einer polnischen Amtsstelle in Rumbske unterstellt; danach wurde ein polnischer Bürgermeister eingesetzt. Der Zedliner Bürgermeister Lemke wurde zu drei Jahren Zuchthaus verurteilt und kam erst Weihnachten 1950 wieder auf freien Fuß. Die einheimischen Dorfbewohner wurden von der polnischen Administration in der Folgezeit nach und nach aus Zedlin  vertrieben.
Später wurden in der Bundesrepublik Deutschland 92 und in der DDR 52 aus Zedlin vertriebene Dorfbewohner ermittelt.
Im Jahr 2006 hatte Siodłonie 221   Einwohner.

### Kirche
Die vor 1945 in Zedlin anwesenden Dorfbewohner waren evangelisch. Zedlin  gehörte zum Kirchspiel Glowitz und damit zum Kirchenkreis Stolp-Altstadt.
Die seit 1945 und Vertreibung der einheimischen Dorfbewohner anwesende polnische Einwohnerschaft ist überwiegend katholisch.

### Schule
Vor 1945 verfügte Zedlin über eine eigene Volksschule. Im Jahr 1932 war diese Schule einstufig; ein einzelner Lehrer unterrichtete hier zu diesem Zeitpunkt  34 Schulkinder.

## Verkehr
Zwei Kilometer nördlich  des Dorfs verläuft die Wojewodschaftsstraße 213 Słupsk – Krokowa (Krockow), die über das östliche Hinterpommern nach Westpreußen führt.